# Norman Tate (animateur)
Pour les articles homonymes, voir Norman Tate.
Norman Tate est un animateur américain. Il a travaillé pour les studios Disney dans les années 1940.

## Filmographie
- 1940 : Pinocchio
- 1940 : Fantasia séquence Danse des heures
- 1941 : Tends la patte (Lend a Paw)
- 1943 : Victoire dans les airs (Victory Through Air Power)
- 1943 : Petit Poulet (Chicken Little)
- 1944 : Le Printemps de Pluto (Springtime for Pluto)
- 1944 : Premiers Secours (First Aiders)
- 1945 : Pluto est de garde (Dog Watch)
- 1945 : La Légende du rocher coyote (The Legend of Coyote Rock)
- 1945 : Patrouille canine (Canine Patrol)